# Serchów
Serchów (ukr. Серхів) – wieś na Ukrainie, w obwodzie wołyńskim w rejonie maniewickim. Liczy 543 mieszkańców.
W XIX w. wieś Sierchów albo Serchów u źródeł rzeki Wiesiołuchy, w gminie Bielska Wola ówczesnego powiatu łuckiego guberni wołyńskiej, na wschód od miasteczka Liszniówki (Leszniówki), 112 wiorst od Łucka. Wieś będąca własnosnością Bogusława Kraszewskiego liczyła 698 mieszkańców w 127 domach.